# Hammarö kommun
Hammarö kommun er en kommune i Värmlands län, Sverige med 14.000 indbyggere (2006).
59°20′00″N 13°26′00″Ø / 59.333333333333°N 13.433333333333°Ø